# Ak 5

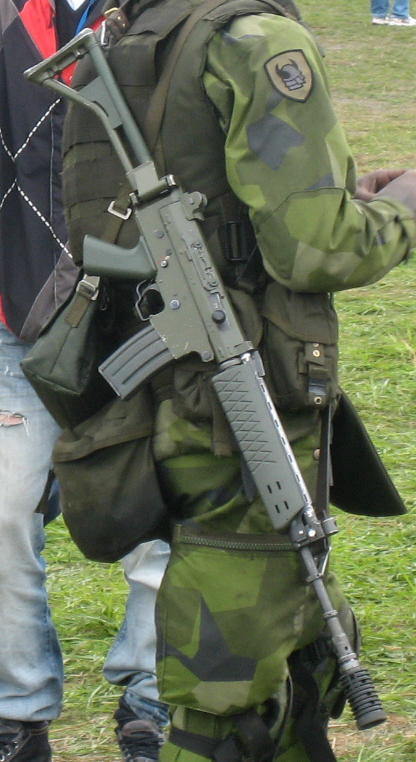
Ak 5 소총 기본형

Ak 5(스웨덴어: automatkarbin 5)는 FN FNC의 스웨덴 버전으로 스웨덴군 제식 소총이다. 스웨덴 기후에 맞추어 변형이 가해졌다. Ak 5는 CGA5(Carl Gustav Automatic carbine 5)라고도 불린다. Ak 5는 스웨덴군에서 Ak 4(헤클러&코흐 G3를 면허 생산한 것)를 대체하였다.

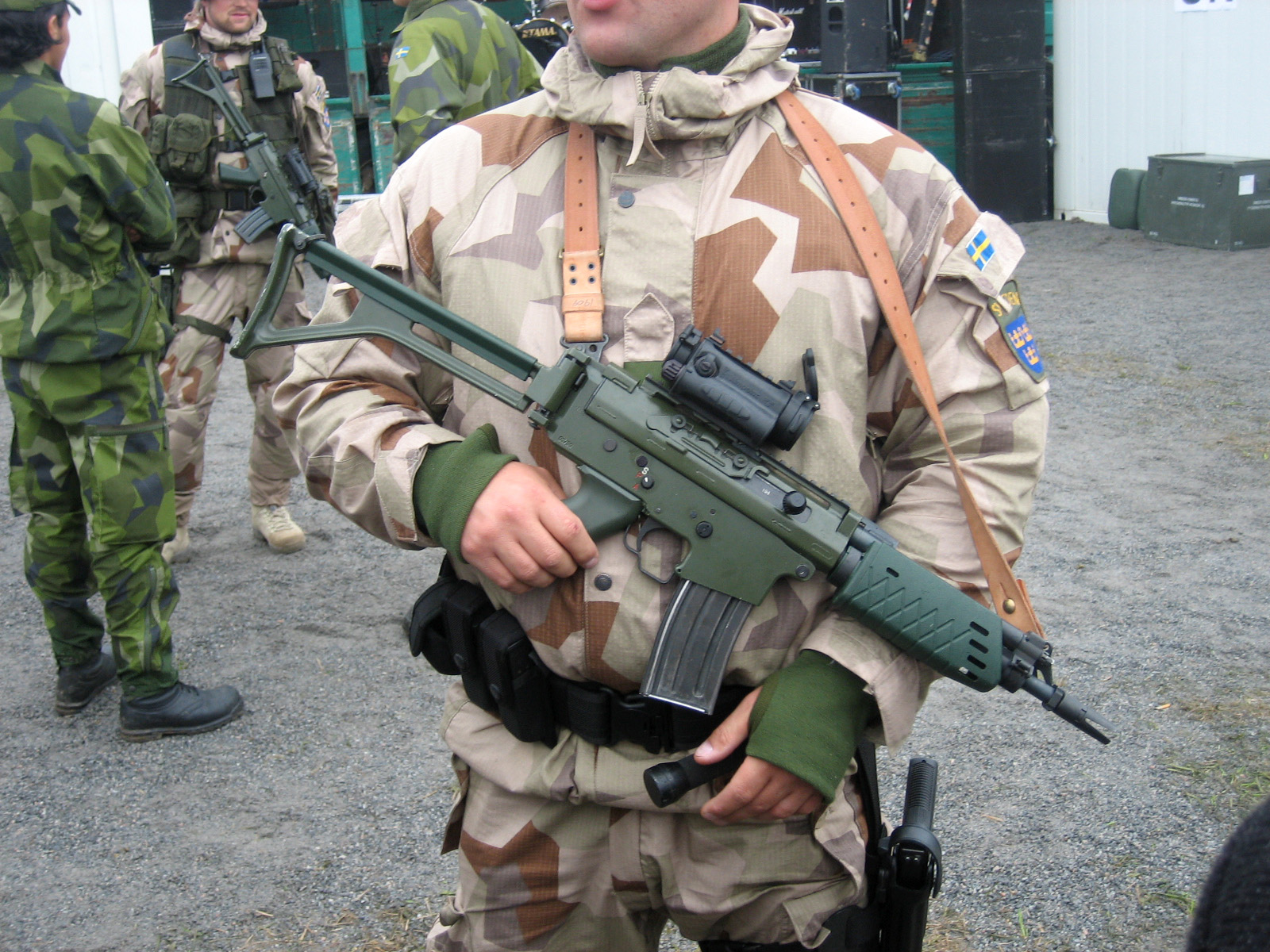
Ak 5D 소총